# 임상규
임상규(任祥奎, 1949년 7월 4일 ~ 2011년 6월, 광주)는 대한민국의 공무원이다.

## 학력
- 광주제일고등학교 졸업
- 서울대학교 행정학 학사
- 시러큐스대학교 대학원 경제학, 행정학 석사
- 중앙대학교 대학원 행정학 박사

## 경력
- 1975년 : 행정고시 17회
- 1998년 : 기획예산위원회 공보관
- 1999년 : 기획예산처 공보관, 예산실 경제예산심의관
- 2000년 : 기획예산처 예산실 예산총괄심의관
- 2002년 : 기획예산처 예산실장
- 2004년 : 제21대 과학기술부 차관
- 2004년 10월 : 과학기술부 과학기술혁신본부 초대 본부장
- 2007년 1월 : 제11대 국무조정실장
- 2007년 8월 ~ 2008년 2월 : 농림부 장관
- 2008년 2월 : 참여정부 국무위원
- 2008년 6월 : 순천대학교 생명산업과학대학 웰빙자원학과 교수
- 2010년 : 순천대학교 교수
- 2010년 7월 ~ 2011년 6월 : 제6대 순천대학교 총장

| 전임 권오갑 | 제21대 과학기술부 차관 2004년 1월 29일 ~ 2004년 10월 26일 | 후임 최석식 |

| 전임 김영주 | 제11대 국무조정실장 2007년 1월 8일 ~ 2007년 8월 8일 | 후임 윤대희 |

| 전임 박홍수 | 제56대 농림부 장관 2007년 8월 31일 ~ 2008년 2월 29일 | 후임 정운천 (농림수산식품부 장관) |